# Begoña Larzabal
Begoña Aránzazu Larzábal Fernández  (nacida el 19 de enero de 1971 en Madrid) es una exjugadora de hockey sobre hierba española. Disputó los Juegos Olímpicos de Atlanta 1996 y Sídney 2000  con España, obteniendo un octavo y cuarto,  respectivamente. 

## Participaciones en Juegos Olímpicos
- Atlanta 1996, puesto 8.
- Sídney 2000, puesto 4.